# Rudolf Rožďalovský
Rudolf Rožďalovský (* 28. února 1957 Praha) je český kytarista, jeden ze zakládajících členů heavy-metalové skupiny Arakain. Ve skupině hrál v letech 1982 až 1983. Později hrál ve skupinách Monzun, Orient, Abax, Pražský výtěr, Pedopat, Galaxis a dalších. V současnosti je jeho hlavním povoláním výroba lampových zesilovačů vlastní značky.